# Thagria obrienae
Thagria obrienae är en insektsart som beskrevs av Nielson 1977. Thagria obrienae ingår i släktet Thagria och familjen dvärgstritar. Inga underarter finns listade i Catalogue of Life.